# Edalorhina
Edalorhina – rodzaj płazów bezogonowych z podrodziny Leiuperinae w rodzinie świstkowatych (Leptodactylidae).

## Zasięg występowania
Rodzaj obejmuje gatunki występujące w Kolumbii, Ekwadorze, Peru i sąsiedniej Brazylii.

## Systematyka

### Etymologia
- Edalorhina: gr. οιδαλεος oidaleos „spęczniały, nabrzmiały, rozdęty”; ῥις rhis, ῥινος rhinos „nos, pysk”[2].
- Bubonias: łac. bubo, bubonis „guz, obrzęk”, od gr. βουβων boubōn „pachwina, nabrzmiały gruczoł”[3][5]. Gatunek typowy: Bubonias plicifrons Cope, 1874 (= Edalorhina perezi Jiménez de la Espada, 1870).

### Podział systematyczny
Do rodzaju należą następujące gatunki:
- Edalorhina nasuta Boulenger, 1912
- Edalorhina perezi Jiménez de la Espada, 1870 – świstek dziwny[6]